# Ричард од Салерна
Ричард од Салерна (око 1060—1114) био је учесник Првог крсташког похода и регент грофовије Едесе 1104-1108.

## Први крсташки рат
Године 1097. Ричард се придружио својим рођацима Танкреду и Боемунду у крсташком походу на Јерусалим. Ана Комнина сведочи да када је Ричард прешао Јадранско море, бродови Византијског царства су га заменили за пирате и напали. Убрзо су га пустили, па се придружио главнини крсташа који су пролазили кроз Угарску и Бугарску. Ричард је одбио да да заклетву цару Алексију и прешао је Босфор у тајности.
Ричард од Салерна је био један од командира битке код Дорилеја. Учествовао је и у опсади Антиохије из 1098. године. Заједно са Боемундом, заробљен је од стране Данишменда Малик Газија у бици код Мелитене 1100. године. Одатле је послат цару Алексију који га је из заробљеништва пустио тек 1103. године. Његов рођак Танкред именовао га је за гувернера Едесе у зиму 1104. године. Едесом је владао до 1108. године. За то време он се понашао као добар дипломата, путовао је по Француској и Италији. Био је сведок Деволског споразума 1108. године. Након Боемундове смрти 1111. године, Ричард се повукао у Мараш где је и страдао у земљотресу из 1114. године.
Ричардов син је каснији регент кнежевине Антиохије, Руђер од Салерна.